# Ittō-ryū
Ittō-ryū (一刀流), qui signifie « l'école du sabre unique », est l'ancêtre de plusieurs koryū (écoles anciennes) de kenjutsu, dont Ono-Ha, Mizoguchi-Ha, Kogen, Hokushin, et Itto Shoden. Son créateur se nommait Ittōsai Kagehisa.

## Ono-Ha Ittō-Ryū
Ono-ha Ittō-ryū (小野派一刀流), est la plus ancienne des écoles dérivées de l'art originel créé par Ittōsai Kagehisa. Elle fait encore référence en matière de kenjutsu traditionnel. Son influence, ainsi que celle de la branche Hokushin, est perceptible dans les kata modernes de kendo ainsi que dans sa stratégie et son esthétique.
Ono-Ha a été fondée par le successeur direct d'Ittōsai, Ono Jiroemon Tadaaki (1565-1628), il donnera son nom à son école. La tradition orale rapporte qu'Ittōsai l'obligea à participer à un duel avec un de ses condisciples, Zenki, afin de déterminer lequel des deux serait son successeur. Il officia comme instructeur successivement pour le deuxième et le troisième shogun, fonction qu'il partagea avec Yagyu Munemori qui appartenait à une école rivale: Yagyu Shinkage Ryu. Il est dit que, malgré sa supériorité dans le maniement du sabre, le caractère rugueux de Tadaaki, le priva des faveurs et du respect qu'inspirait Munemori.
Le style Ono-Ha se focalise sur le duel au sabre, à contrario des styles de batailles qui enseignent le maniement de plusieurs armes. Ono mis au point une épée factice de type shinai, afin de réduire les blessures à l'entrainement tout en permettant une pratique plus engagée.
D'un point de vue technique, l'école comprend plus de 150 techniques pour le sabre court et pour le sabre long. Kiri Otoshi, que l'on traduit simplement « couper vers le bas » est la technique principale, comme dans les autres branches. Le pratiquant doit sentir qu'à tout instant il peut couper la ligne centrale de son adversaire déviant ainsi la course de son sabre et obtenir la victoire. La philosophie du style se résume dans la phrase « itto sunawachi banto » ou « un sabre élève dix mille sabre ». Cette phrase signifie que la compréhension de la technique de coupe fondamentale apportera la compréhension de toutes les autres.
L'école Ittō-ryū, bien qu'ayant été pensée comme un système de combat sans armure, impose au pratiquant les mêmes exigences que s'il en portait une, ceci afin qu'il puisse adapter sa technique le cas échéant.
La transmission du style fut brièvement assurée par le clan Ono, elle devait se pérenniser grâce au seigneur Tsugaru Nobusama. Le second grand maître issu de cette lignée enseigna à Ono Tadakata, permettant ainsi au clan Ono de préserver leur lignée, pendant que les Tsugaru continuaient à pratiquer de leur côté. La famille Tsugaru transmit également son savoir à certains membres du clan Yamaga. Ensemble, ils travaillèrent à préserver leur lignée.
Sasamori Junzo, un pratiquant et haut gradé de kendo très connu, hérita du système à l'ère Taishō. Son fils, Sasamori Takemi est aujourd'hui le 16e grand maitre de l'école.

## Mizoguchi-ha Ittō-ryū
Mizoguchi-ha Ittō-ryū (溝口派一刀流), est une école fondée par Mizoguchi Shingoemon Masakatsu, un élève du second grand maître d'Ono-ha Ittō-ryū, Ono Jiroemon Tadatsune. Il fondera par la suite sa propre école.
À l'occasion d'une visite  au clan Aizu, Ito Masamori, un élève de Mizoguchi-ha, transmit une partie de l'enseignement de l'école à Edamatsu Kimitada. Un des élèves de ce dernier, Ikegami Jozaemon Yasumichi, fut envoyé à Edo (Tokyo) par le daimyo, afin d'y apprendre toutes les méthodes de sabre qu'il lui serait possible de trouver. Il fonda la lignée « Aizu » de Mizoguchi-ha en combinant ces nouvelles méthodes avec le Mizoguchi-ha originel, sa lignée se démarquant techniquement de manière significative. C'est cette lignée qui est arrivée jusqu'à notre époque, la lignée originelle ayant disparu
En démonstration, le Mizoguchi-ha Ittō-ryū se distingue très clairement par rapport aux autres branche d'Ittō-ryū. Les kata d'Ono-ha Ittō-ryū, de Nakanishi-ha et d'Itto Shoden Muto-ryū affichent de nombreuses ressemblances, alors que ceux Mizoguchi-ha sont complètement différents. Cette particularité permet à l'école d'être plus qu'une simple branche d'Ittō-ryū, quoique ses principes stratégiques soient les mêmes. Certains kata ont une orientation plus ouvertement pédagogique, et se pratiquent à gauche et à droite.
Le cursus est constitué de cinq techniques au sabre long et trois techniques au sabre court, toutes ayant une version « omote » (extérieure, surface) et « ura » (intérieure/ plus sophistiquée). En tant qu'école traditionnelle du clan Aizu, établi à Fukushima, elle se perpétue au sein de la préfecture de Fukushima et de sa fédération locale de kendo.
Sōkaku Takeda, bien qu'ayant toujours affirmé maintenir la tradition du clan Aizu, ait eu une approche du sabre beaucoup plus proche de Ono-ha Ittō-ryū que de Mizoguchi-ha aux dires de son fils Tokimune.

## Nakashi-ha Ittō-ryū
Nakanishi-ha Ittō-ryū (中西派一刀流) est une école fondée par Nakanishi Chuta Tanesada. Ce dernier fut élève du 5e ou 6e grand maître d'Ono-ha Ittō-ryū avant de fonder sa propre école.
Son fils révolutionna la pratique en complétant l'usage du shinai par l'emploi d'une armure d'entrainement : le bōgu. Pour information, le shinai était déjà utilisé au sein de Shinkage-ryū, Nen-ryū, et Tatsumi-ryū à cette époque. Ce nouvel équipement permettait plus de liberté, notamment au niveau des assauts, esquissant les prémices du kendo moderne et contribua à la grande popularité de l'école Nakanishi. 
Le style Nakashi est réputé pour être le plus proche de la branche Ono-ha. Les kata sont quasiment identiques, la différence se faisant dans les timings, la respiration et la prise de distance.
Le style est caractérisé par des larges postures et des mouvements concis, provoquant un sentiment de force et de dignité. On utilise également, tout comme dans la branche Ono-ha, des gants rembourrés très lourds : les « onigote ». Ces gants permettent de donner beaucoup de puissance lors de la coupe finale qui conclut chacun des kata.
De nombreux grands pratiquants furent élèves de cette école, certains fondèrent leur propre style. Voici les plus illustres :
- Terada Gouemon (Fondateur de Tenshin Ittō-ryū) ;
- Shirai Toru (le successeur de Terada) ;
- Chiba Shusaku (Fondateur de Hokushin Ittō-ryū) ;
- Takano Sazaburo (qui participa de manière significative à l'élaboration de l'escrime moderne).

Takano étant un éducateur reconnu, il put introduire l'étude du sabre dans les écoles publiques japonaises et participa à l'élaboration des kata du kendo.

## Kogen  Ittō-ryū
Kogen Ittō-ryū (甲源一刀流), a été fondée par Henmi Tashiro Yoshitoshi, un élève de Sakurai Gosuke Nagasame qui fut l'un des représentants de la branche Mizoguchi.

## Hokushin Ittō-ryū
Hokushin Ittō-ryū (北辰一刀流) fondée à la fin de l'ère Edo (fin 1820) par Shūsaku Narimasa Chiba (1793/94-1856). Ito Kashitaro, samouraï et stratège militaire pendant un temps du Shinsen gumi, est un autre maître connu de cette école.

## Itto Shoden Ittō-ryū
Itto Shoden Muto-ryū (一刀正伝無刀流)a été fondée par Yamaoka Tetsutaro Takayuki, mieux connu sous le nom de Yamaoka Tesshu. Il étudia au sein de Ono-ha Ittō-ryū et Nakanishi-ha Ittō-ryū, et reçu un menkyo kaiden dans les deux écoles.

## Yamaguchi Ittō-ryū
山口一刀流

## Kaji-ha Ittō-ryū
梶派一刀流

## Tenshinden Ittō-ryū
天真伝一刀流

## Sekiguchi-ha Ittō-ryū
溝口派一刀流

### Traduction
- (en) Cet article est partiellement ou en totalité issu de l’article de Wikipédia en anglais intitulé « Ittō-ryū » (voir la liste des auteurs).